# Metriotherium
Il metrioterio (gen. Metriotherium) è un mammifero artiodattilo estinto, appartenente ai dicobunidi. Visse tra l'Eocene superiore e l'Oligocene inferiore (circa 35 - 28 milioni di anni fa) e i suoi resti fossili sono stati ritrovati in Europa.

## Descrizione
Questo animale era di taglia maggiore rispetto agli altri dicobunidi, e poteva raggiungere la taglia di una pecora. Anche la dentatura era diversa, con molari superiori di forma quadrata, dal parastilo voluminoso e un metastilo incipiente. Il protocono era molto grande, fortemente ravvicinato a un protoconulo poco distinto; questi due elementi erano quasi fusi insieme. Il metaconulo era ben sviluppato e di forma a mezzaluna. L'ipocono era conico o piramidale, ridotto nel terzo molare superiore. Il quarto e il terzo premolare superiori erano dotati di un angolo antero-esterno trasformato in un parastilo, molto marcato nel terzo premolare. 

## Classificazione
Il genere Metriotherium venne descritto per la prima volta da Filhol nel 1882, sulla base di resti fossili dell'Eocene superiore-Oligocene inferiore ritrovati nelle ben note fosforiti di Quercy (Francia); la specie tipo è Metriotherium mirabile, rinvenuta anche in vari altri giacimenti francesi e in Spagna. Al genere Metriotherium sono state attribuite altre specie: M. paulum, rinvenuto nel giacimento oligocenico di Villebramar e in altri siti francesi, e M. sarelense, dell'Oligocene di Puycelci, sempre in Francia. 
Metriotherium sembra essere la forma più grande e derivata dei dicobunidi, un gruppo di artiodattili arcaici forse vicini all'origine del gruppo. Sembra che Metriotherium si sia originato da una forma affine a Dichobune.

## Paleobiologia
La differenza di taglia tra le specie M. sarelense (più piccola e recente) e M. mirabile (più grande e antica) potrebbe essere dovuta a un fenomeno di dimorfismo sessuale e non a un'effettiva separazione specifica e stratigrafica.